# Рехіональ-де-Антофагаста
«Естадіо Рехіональ Кальво і Баскуньян де Антофагаста» (ісп. Estadio Regional Calvo y Bascuñán de Antofagasta) — багатофункціональний стадіон, розташований у місті Антофагаста, Чилі. Місткість стадіону складає 21 170 глядачів. Є домашньою ареною футбольного клубу «Депортес Антофагаста».

## Історія
Плани з будівництва стадіону з'явилися ще в 1958 році. Він повинен був прийняти у себе матчі чемпіонату світу 1962 року. Але фінансові труднощі і проблеми зі старим кінним клубом, землі якого було вирішено віддати під будівництво стадіону, призвели до заміни Антофагасти на Аріку (стадіон «Карлос Діттборн»), який і приймав світову першість.

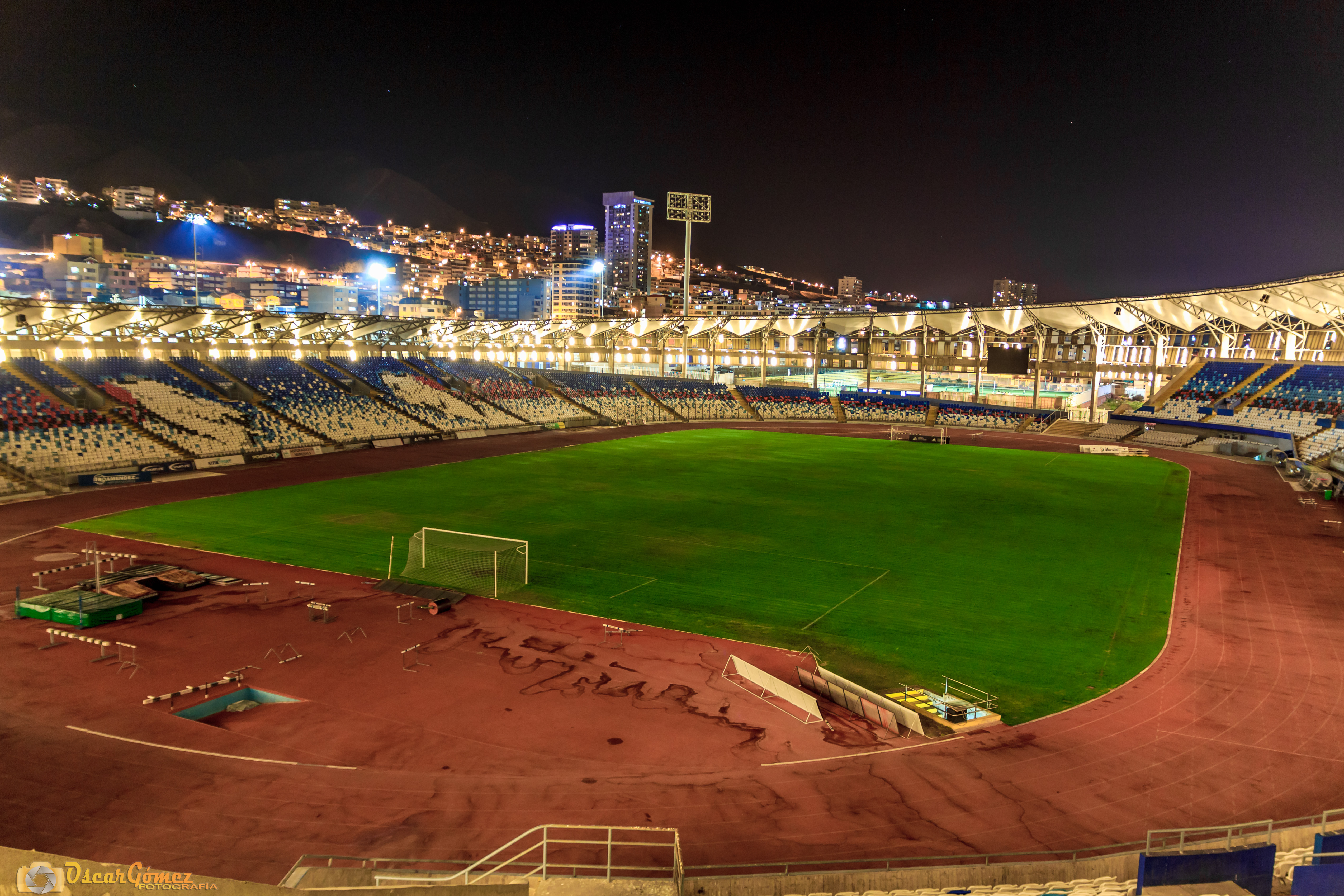
«Рехіональ де Антофагаста». 2016 рік.

Стадіон був офіційно відкритий 8 жовтня 1964 року, в заході брали участь тодішній президент Чилі Хорхе Алессандрі. чинний і колишній алькальди Антофагасти. У матчі відкриття місцевий «Уніон Бельявіста» програв столичній «Універсідад Католіка» з рахунком 1:3.
З 11 по 18 жовтня 1987 року стадіон прийняв у себе всі 6 матчів групи D чемпіонату світу з футболу серед молодіжних команд, в якій виступали молодіжні збірні ФРН, Болгарії, США та Саудівської Аравії.
У 2009 році почалася реконструкція стадіону. Також виникло питання про назву стадіон, ряд ініціативних груп прагнув дати йому ім'я Кальво і Баскуньян. У другій половині 2009 року муніципальна влада міста оголосила загальноміське голосування з цього приводу. У підсумку 13 лютого 2010 було оголошено нинішня назва стадіону: Естадіо Рехіональ Кальво і Баскуньян де Антофагаста. 20 березня 2013 модернізований стадіон був заново відкритий. 10 липня того ж року тут відбувся перший розіграш Суперкубка Чилі з футболу, в якому «Уніон Еспаньйола» переграла «Універсідад де Чилі» з рахунком 2:0. В наступному місяці тут провела 2 своїх домашніх матчу в рамках Південноамериканського кубка 2013 команда «Кобрелоа», оскільки її домашня арена перебувала на реконструкції.
13 і 16 червня 2015 року стадіон прийав у себе матчі Кубка Америки, в яких збірна Ямайки спочатку зустрлась з уругвайцями, а потім з парагвайцями, поступившись в обох матчах з рахунком 0:1.
Крім спортивних подій на стадіоні проводяться також музичні заходи. Проходять фестивалі, дають концерти відомі виконавці. Тут виступали Луїс Мігель, Мігель Бозі, Рікардо Архона, Алехандро Санс, Дедді Янкіи та інші.

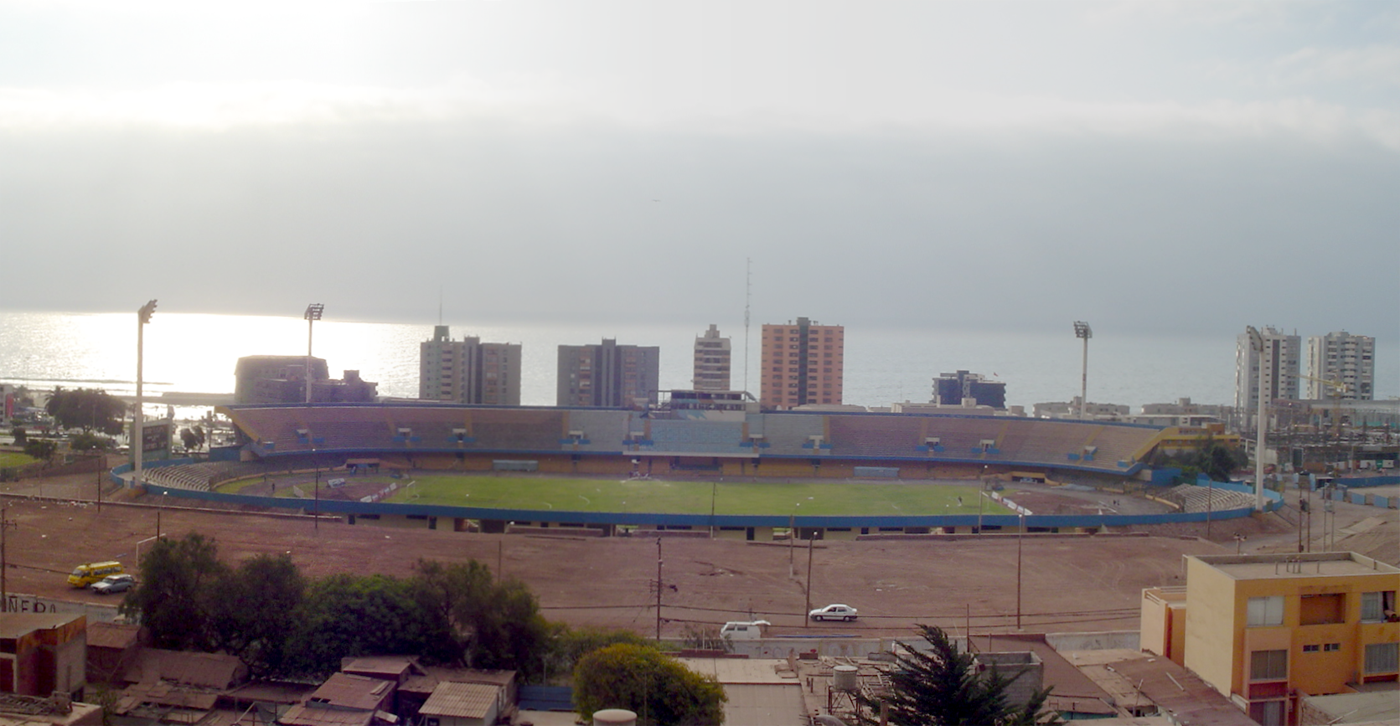
Рехіональ де Антофагаста до реконструкції.

## Міжнародні турніри

### Молодіжний чемпіонат світу 1987
| Дата           | Час (UTC−3) | Збірна 1          | Рахунок   | Збірна 2          | Раунд       | Глядачів |
| -------------- | ----------- | ----------------- | --------- | ----------------- | ----------- | -------- |
| 11 жовтня 1987 | 17:00       | США               | 0-1       | Болгарія          | Група D     | 18.000   |
| 12 жовтня 1987 | 17:00       | Саудівська Аравія | 0-3       | ФРН               | Група D     | 8.000    |
| 14 жовтня 1987 | 17:00       | США               | 1-0       | Саудівська Аравія | Група D     | 5.000    |
| 15 жовтня 1987 | 17:00       | Болгарія          | 0-3       | ФРН               | Група D     | 8.000    |
| 17 жовтня 1987 | 17:00       | США               | 1-2       | ФРН               | Група D     | 3.500    |
| 18 жовтня 1987 | 17:00       | Болгарія          | 2-0       | Саудівська Аравія | Група D     | 8.000    |
| 21 жовтня 1987 | 16:45       | ФРН               | 1-1 (4-3) | Шотландія         | Чвертьфінал | 4.000    |

### Кубок Америки 2015
| Дата           | Час (UTC−3) | Збірна 1 | Рахунок | Збірна 2 | Раунд   | Глядачів |
| -------------- | ----------- | -------- | ------- | -------- | ------- | -------- |
| 13 червня 2015 | 18:30       | Уругвай  | 1–0     | Ямайка   | Група B | 8,653    |
| 16 червня 2015 | 20:30       | Парагвай | 1–0     | Ямайка   | Група B | 6,099    |